# Purgatorio - Canto quindicesimo

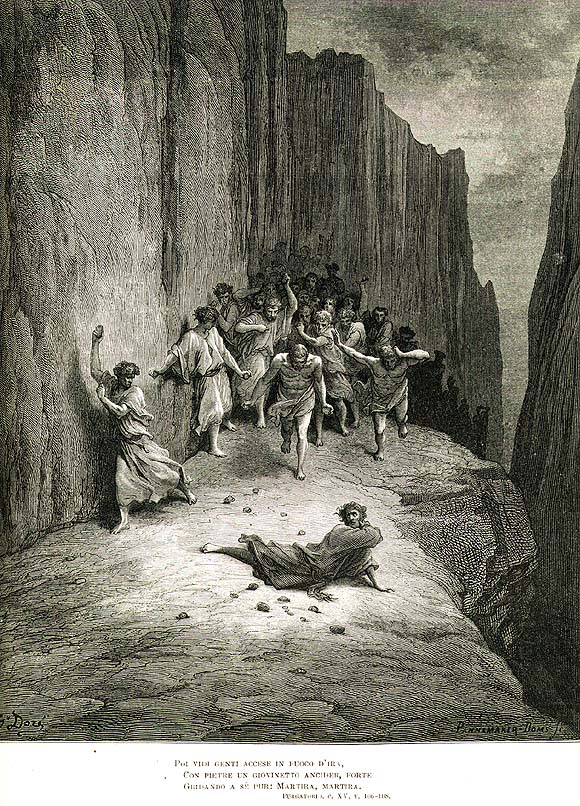
Altro sogno di Dante, illustrazione di Gustave Doré

Il canto quindicesimo del Purgatorio di Dante Alighieri si svolge sulla seconda e sulla terza cornice, ove espiano rispettivamente le anime degli invidiosi e degli iracondi; siamo alla sera dell'11 aprile 1300 (Lunedì dell'Angelo), o secondo altri commentatori del 28 marzo 1300.

## Incipit
(Anonimo commentatore dantesco del XIV secolo)

## Temi e contenuti

### L'angelo della misericordia - versi 1-39
Mancano circa tre ore al tramonto e i due pellegrini hanno il sole direttamente di fronte a sé, quando Dante prova una sensazione di forte abbagliamento e conseguente stupore. Si protegge gli occhi con le mani, così che riesce a sostenere brevemente la intensità della luce e a distinguere quello che gli pare un raggio che viene riflesso dall'acqua o da uno specchio. Distolto subito lo sguardo, chiede spiegazioni a Virgilio, il quale chiarisce che questo fenomeno è la luce dell'angelo che invita a salire nella cornice successiva. Quando l'anima di Dante sarà purificata, non proverà più alcun fastidio, anzi piacere.
Giunti di fronte all'angelo, odono le sue parole di invito a salire per una scala meno ripida delle altre, e appena saliti odono l'angelo cantare "beati i misericordiosi", esaltando la virtù contraria al peccato dell'invidia.

### Invidia e carità - vv. 40-81
Mentre procedono, Dante chiede a Virgilio chiarimenti sulle parole di Guido del Duca "là 'v'è mestier di consorte divieto" (XIV, v.87). Virgilio dà una spiegazione dottrinale: Guido ora patisce l'effetto del suo vizio e ammonisce ad evitarlo. L'invidia induce gli uomini a desiderare i beni terreni, che non possono essere condivisi (ecco la spiegazione della frase citata); se invece si volgessero ai beni spirituali, capirebbero che quanti più uomini tendono ad essi, tanto maggiore è il bene di ciascuno e tanto più ardente è l'amore che pervade il paradiso.
Dante risponde che le parole di Virgilio gli hanno suscitato un altro dubbio: come può essere che un bene distribuito fra tanti renda i possessori più ricchi che se fosse distribuito tra pochi? Virgilio commenta che la mente di Dante è ancora condizionata dal modo di pensare terreno. L'amore di Dio si concede a coloro che lo amano come la luce del sole traluce nei corpi trasparenti, e si accresce in proporzione all'amore dell'anima che lo accoglie. Perciò quante più numerose sono le anime che si volgono ad amare Dio, tanto più grande è l'amore complessivo, come la luce che si riflette da specchio a specchio.
Se la spiegazione non è sufficiente, aggiunge Virgilio, sarà Beatrice a togliere a Dante questo e ogni altro dubbio. Intanto, Dante si dedichi al pentimento per liberarsi degli altri cinque peccati.

### Visioni estatiche di mansuetudine - vv. 82-114
Dante, accettando la spiegazione di Virgilio, giunge nel terzo girone. Subito gli pare di essere rapito in una visione estatica, nella quale sulla porta di un tempio una madre pronuncia le parole che Maria disse a Gesù ritrovandolo nel Tempio fra i dottori (Luca, II, 48). La visione subito sparisce; ne compare un'altra, nella quale una donna sdegnata e in lacrime invoca dal marito (Pisistrato) vendetta contro il giovane che ha osato abbracciare la loro figlia. E il marito risponde con moderazione e benignità. In una terza visione appare a Dante una folla inferocita che lapida a morte un giovinetto; quest'ultimo (Stefano), morendo invoca da Dio pietà per i persecutori.

### Risveglio di Dante - vv. 115-145
Dante ritorna alla realtà e capisce di aver visto cose immaginarie, ma vere. Mentre si scioglie da quella specie di sonno che lo ha preso, Virgilio gli chiede come mai fatichi a reggersi e abbia camminato a lungo come un ubriaco o un sonnambulo. Alla breve risposta di Dante, che accenna alle visioni avute, Virgilio spiega che egli ne conosce anche i minimi pensieri, e che le visioni gli sono state mandate per predisporlo a sentimenti di mitezza. La domanda che prima egli ha rivolto a Dante aveva solo lo scopo di stimolarlo.
I due pellegrini procedono nella sera, cercando di spingere lontano lo sguardo malgrado i raggi lucenti del sole; ma a poco a poco si avanza un fumo scuro come la notte, che li avvolge completamente.

## Analisi
Il canto, privo com'è di incontri con singoli personaggi, si presenta come passaggio narrativo e dottrinale. Passaggio narrativo, in quanto, come è evidente, segue il salire dei due poeti dal secondo al terzo girone, con il consueto apparire dell'angelo e l'altrettanto consueto mostrarsi di esempi di virtù opposta al vizio punito nel terzo girone, che è l'ira.
Passaggio dottrinale, in quanto la riflessione suscitata in Dante dalle parole di Guido del Duca e sviluppata nell'ampia risposta di Virgilio tocca un tema assai delicato, ossia il rapporto tra l'uomo (creato dal bene, in cerca di bene) e i beni terreni. La spiegazione di Virgilio, condotta in termini filosofici, potrà essere approfondita alla luce della fede da Beatrice, ma già nelle parole del poeta latino la questione è messa chiaramente a fuoco: mentre i beni spirituali aumentano se messi in comunicazione fra gli uomini, i beni materiali diminuiscono. Da ciò il peccato dell'avarizia, al quale se ne collegano altri ugualmente gravi, come l'invidia e la superbia.
I versi finali (139-145) segnano un deciso stacco e, con l'apparire di un fumo scuro come la notte, anticipano l'avvio del canto sedicesimo, dedicato agli iracondi.
Prima, risalta il trittico degli esempi di mansuetudine: si tratta di visioni estatiche (non di sogni), che comportano un distacco dei sensi dal mondo circostante; la prima e la terza hanno origine nel Nuovo Testamento, mentre quella intermedia rimanda al mondo classico. Le vicende ben note del ritrovamento di Gesù nel tempio di Gerusalemme e di Stefano primo martire sono ricreate in modo tale da dare il maggiore rilievo alla mansuetudine (vv.88-89 e vv.112-114). Così pure l'esempio di Pisistrato, le cui parole misurate, che derivano dalla fonte medioevale (probabilmente Giovanni di Salisbury) sono accompagnate da un'espressione di benignità e mitezza.
Il linguaggio del canto è caratterizzato da complessità sia nelle similitudini astronomiche o scientifiche (in particolare vv.16-24) sia nel tessuto logico-filosofico dell'argomentazione di Virgilio, svolta in due parti successive per l'interposizione di una seconda domanda di Dante (secondo un metodo che garantisce gradualità e dovrebbe agevolare la comprensione). È infine da sottolineare l'accenno a Beatrice, uno dei numerosi passi in cui Virgilio preannuncia l'intervento di colei che saprà dare risposte più complete ai dubbi di Dante.